# 大久寺 (東京都北区)
大久寺（だいきゅうじ）は、東京都北区にある法華宗陣門流の寺院。

## 概要
1592年（文禄元年）、小田原領領主だった大久保忠世の開基である。元々は小田原に位置していた。忠世の子孫の小田原藩主家（大久保家）と伊勢亀山藩主家（石川家）両家の菩提寺となっている。
1630年（寛永7年）、江戸下谷に移転した。なお小田原の旧寺院跡地は、後に大久保康任が「大久寺」として再興している。
1904年（明治37年）、現在地に移転した。
寺の墓地には、大久保家と石川家両家の墓がある。

## 交通アクセス
- 田端駅より徒歩11分（経路案内）。
- 駒込駅より徒歩11分（経路案内）。